# Herman (Pennsylvanie)
Pour les articles homonymes, voir Herman.
Herman est un secteur non constitué en municipalité situé dans le comté de Butler, dans l’État de Pennsylvanie, aux États-Unis.